# Мавзолей Абу Мансура Матуріді

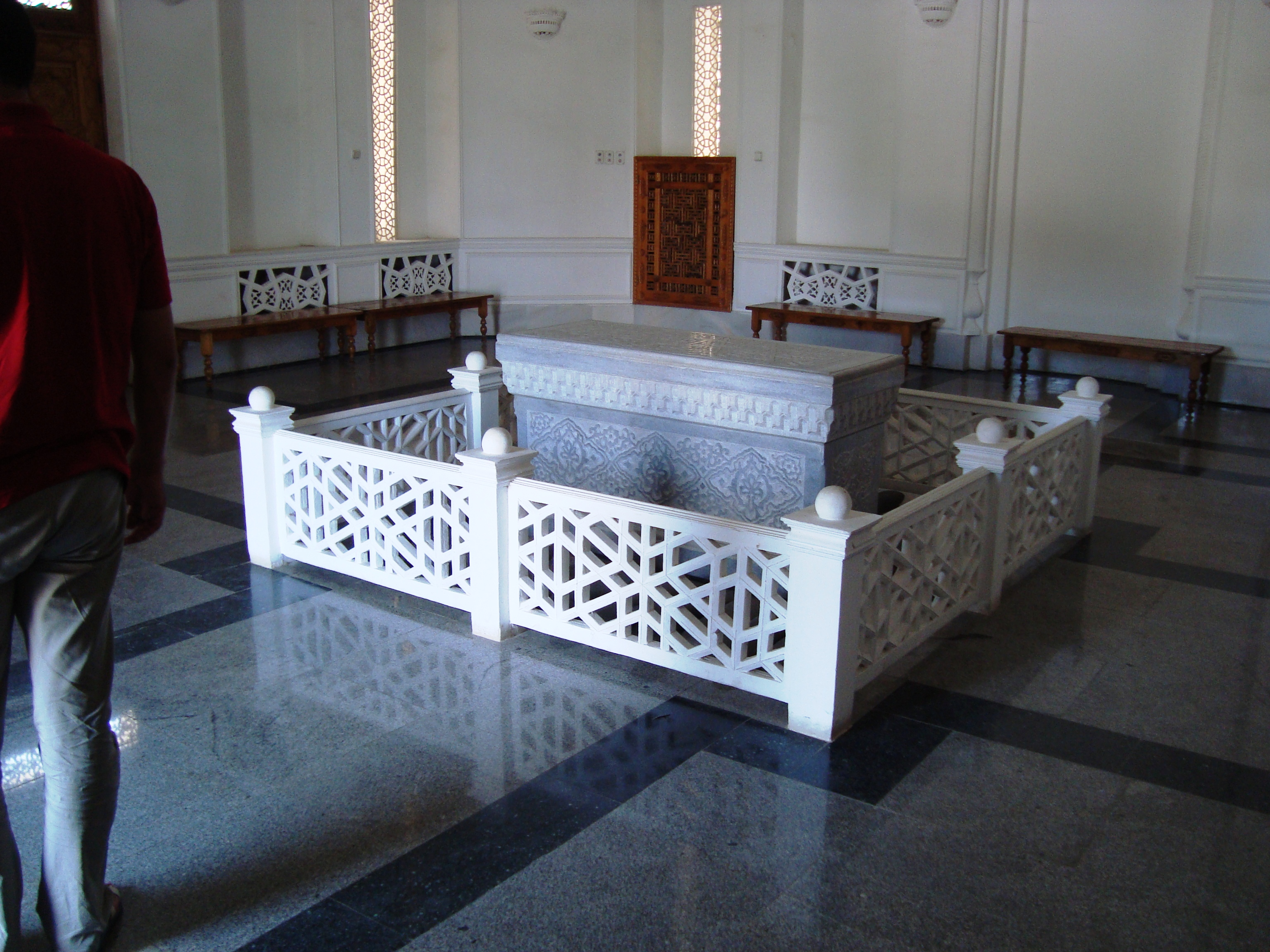
Надгробний камінь всередині мавзолею

Мавзолей Абу Мансура Матуріді (узб. Moturidiy yodgorlik majmui) — мавзолей в Самарканді, розташований в кілометрі на південний схід від площі і ансамблю Регістан. Мавзолей споруджений над, ймовірно, могилою Абу-Мансура Мухаммада-ібн-Мухаммада аль-Матуріді (870—944), відомого ісламського теолога, знавця фікга (мусульманської юриспруденції) і тлумача Корану (муфасира), засновника матурідізму.
Він був похований на Самаркандському кладовищі Чокардіза, де, за переказами, поховано більше 3000 вчених-богословів. Могила з надгробним каменем була зруйнована в 1940-х роках. Мавзолей знаходиться в центральній частині міста Самарканд, на території так званого старого міста, між вулицями Вабкентською, Бухарською і Гіждуванською, приблизно в кілометрі на південний схід від площі і ансамблю Регістан.
В 2000 році, за ініціативи Першого президента Узбекистану І. Карімова з нагоди 1225 річниці з дня народження Абу-Мансура Мухаммада-ібн-Мухаммада аль-Матуріді, на місці зруйнованого мавзолею спорудили архітектурний комплекс площею 4 гектари, в центрі якого знаходиться мавзолей вченого. Окрім мавзолею і могил вчених-богословів, на території комплексу розкинуто парк із зелених насаджень.
Висота мавзолею становить 12 метрів, з куполом — 15 метрів. Будівля увінчана подвійним куполом, зовнішній — ребристий — оброблений блакитною майолікою, барабан прикрашений 24 арками. На білому мармуровому могильному камені вирізьблені висловлювання вченого.
На заході від мавзолею розташована невисока будівля з куполом, з північного боку вміщено піднесення (суфа) з надгробними каменями IX—XVIII століть.